# مانیسا
مانیسا یا مغنیسا (به ترکی استانبولی: Manisa) شهری است در کشور ترکیه که در استان مانیسا واقع شده‌است. جمعیت این شهر بر اساس سرشماری سال ۲۰۰۸ میلادی ۲۷۸٬۹۶۷ نفر و بر اساس برآوردهای سال ۲۰۰۹ میلادی ۲۹۱٬۳۷۴ نفر است.
مجموعه کارخانجات وستل، این شهر رابه یکی از قطب‌های مهم صنعتی ترکیه تبدیل کرده‌است.

## اهمیت تاریخی
در دوران امپراتوری عثمانی، مانیسا یکی از مهم‌ترین شهرها بود که ولیعهد عثمانی، برای کارآموزی و یادگیری قدرت برای آینده‌اش، به آنجا می‌رفت و تعدادی از سلاطین عثمانی، مانند سلیمان یکم و سلیم دوم، پیش از پادشاهی، دوران ولیعهدیِ خود را در مانیسا به‌عنوان والی و فرماندار گذراندند.